# أبو يادا
أبو يادا أو ابن يادا دواناس أو يدر كان قائدًا بربريًا في القرن العاشر. من قبيلة بني يفرن، قتَل عمه حبوس. كان بنو يفرن غير راضين عنه. نزل أبو يادا في إسبانيا بقوات زناتيين تقارب 992 جندي. اشترك مع البربر عندما هزموا جيوش ملك إسبانيا والمهدي. قتل ودفن في إسبانيا بعد المعركة. حكمت عائلته في قرطبة لمدة ثلاثة قرون. 